# Magang, Kaiping
Magang (kinesiska: 马冈) är en köping i sydöstra Kina. Den ligger i Kaiping i staden Jiangmen i provinsen Guangdong, omkring 110 kilometer sydväst om provinshuvudstaden Guangzhou. Antalet invånare är 30 728. Befolkningen består av 15 630 kvinnor och 15 098 män. Barn under 15 år utgör 19,0 %, vuxna 15-64 år 65 %, och äldre över 65 år 15,0 %.